# Ореамуно (кантон)
Ореамуно (исп. Oreamuno) — кантон в провинции Картаго Коста-Рики.

## География
Находится на севере провинции. Граничит на северо-западе с провинцией Сан-Хосе, на северо-востоке с провинцией Лимон. Административный центр — Сан-Рафаэль.

## Округа
Кантон разделён на 5 округов:
1. Сан-Рафаэль
2. Кот
3. Потреро-Серрадо
4. Сипресес
5. Санта-Роса